# 昆凌
昆凌（1993年8月12日—），本名Hannah Quinlivan，澳大利亚模特兒、主持人、演員，曾為Channel V《我愛黑澀會》及《美少女時代》節目固定班底。
除參與影視與戲劇工作外，昆凌也致力於公益事業，昆凌相當關心環境與動物的環保議題，於2018年擔任WildAid野生救援與關懷生命協會的公益大使，以「沒有買賣，就沒有殺害」呼籲大眾加入野生動物零消費的行列。

## 生平

### 早年
武誼蓁出生於臺北市，父親派翠克·昆禮文（Patrick Quinlivan）為澳大利亞人，母親武元慶為具韓國血統之臺灣人。2歲時隨家人至澳洲生活，父母1996年離異。

### 演藝工作
2008年，昆凌參與中視《我猜我猜我猜猜猜》中「夢幻國中美少女」單元，爾後，錄取《我愛黑澀會》舉辦的新人徵選會，正式於演藝圈出道並成為該節目的其中一員。2012年，昆凌嘗試第一次電視劇的演出，與吳建豪、曾之喬、竇智孔等，出演鄧安寧、鄭德華聯合執導的偶像愛情劇《愛上巧克力》於三立電視台播出。隔年，她轉戰大螢幕，於電影《志氣》飾演儀隊隊長。2013年首次參與拍攝電影作品《志氣》、《大稻埕》，開啟了昆凌在電影事業發展的契機。
2013年前往美國紐約電影學院洛杉磯分校短期進修電影製作和電影表演課程。
昆凌於2015年陸續出演電視劇與電影，2017年9月，與奧蘭多·布魯姆、任達華主演，由查爾斯·馬丁執導的動作片《極智追擊：龍鳳劫》，她於該片中飾演機智聰穎的搶匪，開啟了昆凌在好萊塢的演藝工作契機。隔年8月，她參與了由勞森·馬修·托波執導和編劇的好萊塢電影《摩天大樓》，其主演包括巨石強森、妮芙·坎貝爾、黃經漢等。2018年6月，昆凌飾演地質學家、主演王學圻之女的角色參演，由西蒙·韋斯特特執導的華語災難動作電影《天·火》。
2018年8月，台灣首部賽車題材電影《叱吒風雲》開機，由昆淩、曹佑寧、范逸臣主演。同年昆凌正式進軍好萊塢，以女殺手〈夏〉參演了由巨石強森主演的好萊塢電影《摩天大樓》
2019年3月，外媒披露漫威影業內部關於《黑寡婦》電影的配角人選，其中包括曾在《摩天大樓》演出的昆凌。
2019年，昆凌個人服裝品牌JENDES上線。2020年，昆凌個人美瞳彩拋隱形眼鏡品牌QUINLIVAN上線。
2020年起就讀亞利桑那州立大學電影學系線上課程。

## 個人生活
昆凌與周杰倫於2014年結婚，婚禮於當地時間2015年1月17日下午在英國塞爾比修道院舉行，同年長女出生。2017年長子出生。2022年二女兒出生。

## 代言活動

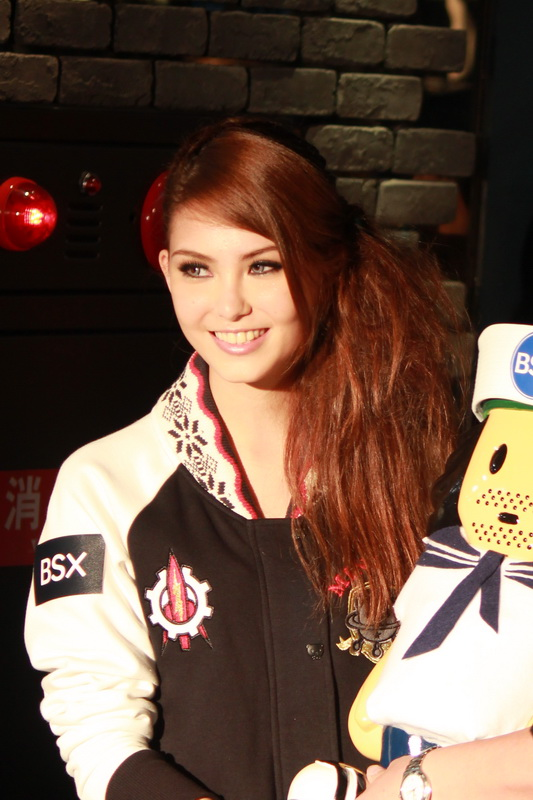
2011年11月30號，昆凌喺臺北參加香港佐丹奴旗下潮流品牌BSX宣傳活動
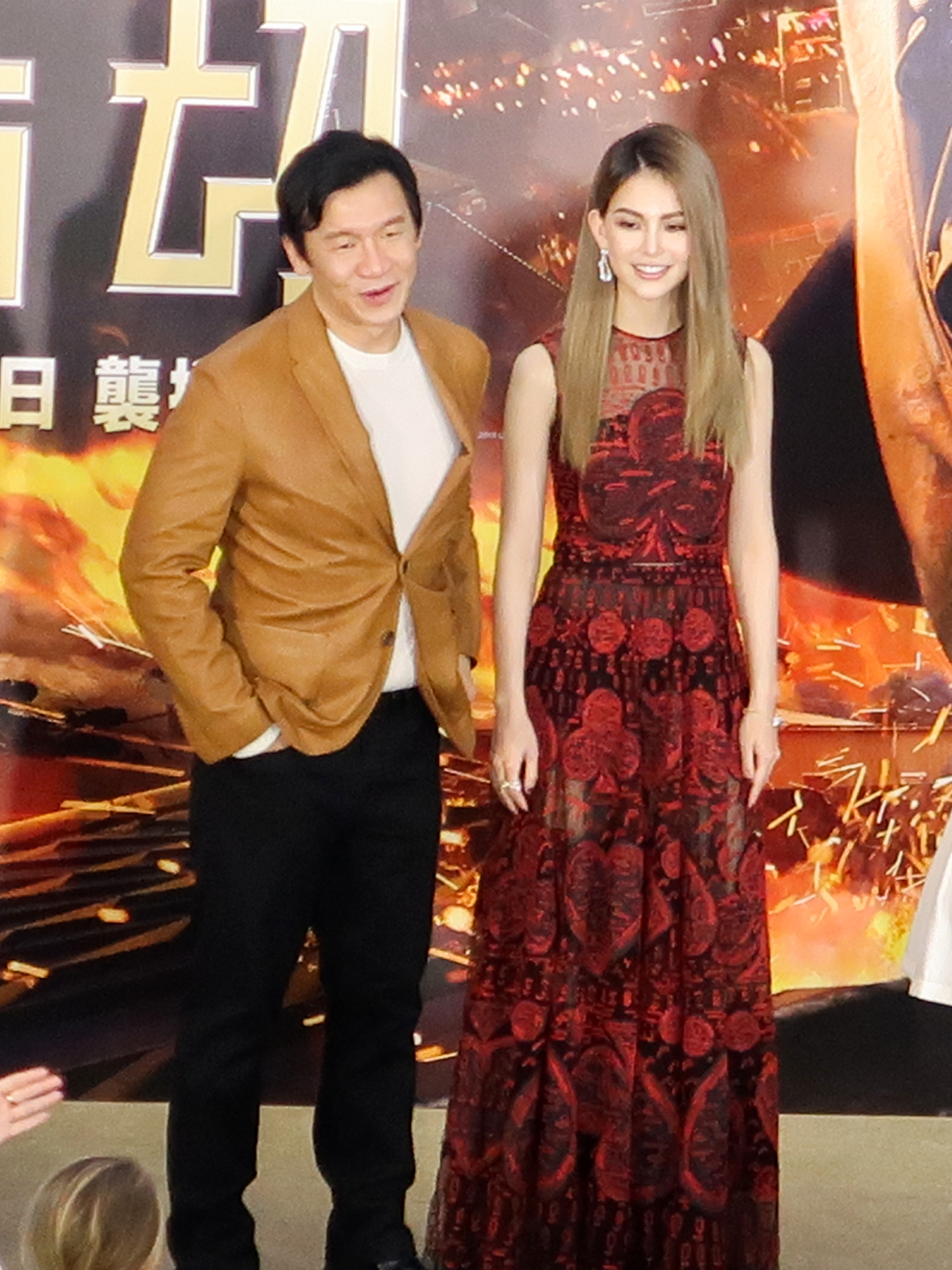
2018年7月7號，星加坡男演員黃經漢 （左）同昆凌（右）喺新城市廣場參加美國電影《高凶浩劫》嘅首映活動。

## 演出作品

### 電視劇
| 年份   | 劇名             | 角色   | 性質 | 備註 |
| 2012年 | 爱上巧克力       | 彭凯莉 | 客串 |      |
| 2013年 | 没有名字的甜点店 | 林佳怡 | 客串 |      |
| 2015年 | 钢铁之心         | 任雨虹 |      |      |
| 2015年 | 明若晓溪         | 露西   | 配角 |      |

### 電影
| 年份   | 劇名       | 角色         | 備註                                                                                              |
| 2013年 | 志气       | 仪队队长     |                                                                                                   |
| 2014年 | 大稻埕     | 吳若琳       |                                                                                                   |
| 2017年 | 梦幻佳期   | 艾米         |                                                                                                   |
| 2017年 | 极致追击   | 安婕婕/J.Jae |                                                                                                   |
| 2018年 | 摩天大樓   | 夏           | 2019年3月，外媒披露漫威影業內部關於《黑寡婦》電影的配角人選，其中包括曾在《摩天大樓》演出的昆凌。 |
| 2019年 | 天·火      | 李曉夢       |                                                                                                   |
| 2021年 | 叱咤風雲   | 吕莉莉       |                                                                                                   |
| 待上映 | 溫柔的子彈 | 春美夏       | 2017年已殺青                                                                                      |

## 外部連結
- 昆凌Hannah的Facebook專頁
- HannahQuinlivan的新浪微博
- 昆凌hannah_quinlivan的小红书账号 （页面存档备份，存于）
- 昆凌在香港影庫上的簡介
- 昆凌在互联网电影资料库（IMDb）上的資料（英文）
- 昆凌在香港影庫上的簡介
- 昆凌在时光网上的簡介（简体中文）
- 昆凌在豆瓣上的资料（简体中文）
- 昆凌的Instagram帳戶